# رون يانس
رون يانس (بالهولندية: Ron Jans)‏ (29 سبتمبر 1958 بزفوله في هولندا - ) هو مدرب كرة قدم ولاعب كرة قدم هولندي في مركز الهجوم. لعب مع بي إي سي زفوله ورودا ياي سي وسانفريس هيروشيما ونادي غرونينغن ونادي فيندام.

## وصلات خارجية
- رون يانس على موقع قاعدة بيانات كرة القدم.إي يو (الإنجليزية)
- رون يانس على موقع عالم كرة القدم.نت (الإنجليزية)